# ميد ايفل 2
ميد ايفل 2 (بالإنجليزية:MediEvil 2) لعبة فيديو مغامرات من تطوير شركة جريلا كامبردج ونشر وتوزيع شركة سوني إنتراكتيف إنترتينمنت صدرت في عام 2000 وتعمل على جهاز بلاي ستيشن 1.

## روابط خارجية
- الموقع الرسمي
- ميد ايفل 2 على موبي غيمز
- MediEvil 2 على آي جي إن